# Budeč, Žďár nad Sázavou
Budeč là một làng thuộc huyện Žďár nad Sázavou, vùng Vysočina, Cộng hòa Séc.